# Livio Trevisan
Livio Trevisan (Lodi, 16 aprile 1909 – Pisa, 18 novembre 1996) è stato un geologo italiano.

## Biografia
Di origine veneta, nel 1931 si è laureato in scienze naturali presso l'Università di Padova. Assistente di geologia nell'ateneo di Palermo, dove è rimasto sino al 1939, da quella data ha ottenuto la cattedra di geologia all'Università di Pisa e la direzione dell'Istituto di geologia e paleontologia. Ha anche insegnato geografia fisica e diretto il periodico «Palaeontographia Italica».
Uomo di vasta cultura, con la passione per la fotografia, e soprattutto per la musica, tanto da vantare esperienze professionali in ambito orchestrale (violino), Trevisan ha partecipato alla stesura di pubblicazioni importanti sia nel campo geologico che in quello geografico, collaborando alla realizzazione della seconda edizione dell'Atlante dei tipi geografici dell'IGM (1948) e stendendo, con Gaetano Giglia, il manuale Introduzione alle Geologia (1978), peraltro da lui stesso illustrato, che ha avuto numerose edizioni.
Alla collaborazione con Giovanni Merla, nei primi anni cinquanta, risalgono i suoi principali studi geologici, che hanno riguardato in particolare la tettonica dell'Appennino settentrionale, e segnatamente le Alpi Apuane. Nel 1964, insieme a Raimondo Selli, ha  approfondito gli aspetti della frana del Vajont.
Socio dell'Accademia dei Lincei, che nel 1961 gli ha conferito il Premio Feltrinelli, nonché socio onorario della Società Geologica d'America e vicepresidente della Società Geologica di Francia, Trevisan è stato presidente della Società Geologica Italiana 
nel 1951 e nel biennio 1971-'72.